# Svarttjärnet (Silleruds socken, Värmland, 658992-130235)
Svarttjärnet är en sjö i Årjängs kommun i Värmland och ingår i Göta älvs huvudavrinningsområde.